# Vuelta a Andalucía 1963
La 10.ª edición de la Vuelta a Andalucía se disputó entre el 10 y el 17 de febrero de 1963 con un recorrido de 1325,0 km dividido en 8 etapas, una de ellas doble, con inicio y final en Málaga. 
Participaron 60 corredores repartidos en 10 equipos de los que sólo lograron finalizar la prueba 36 ciclistas.
El vencedor, el español Antonio Barrutia, cubrió la prueba a una velocidad media de 36,573 km/h mientras que en la clasificación de la montaña se impuso el también español Fernando Manzaneque.

## Etapas
| Etapa | Fecha         | Recorrido                    | Km    | Ganador de la etapa    |
| 1ªa   | 10 de febrero | Málaga - Málaga              | 40,0  | Jacinto Urrestarazu    |
| 1ªb   | 10 de febrero | Málaga - La Línea            | 132,0 | Antonio Barrutia       |
| 2ª    | 11 de febrero | La Línea - Cádiz             | 140,0 | Francisco Tortella     |
| 3ª    | 13 de febrero | Cádiz - Jerez de la Frontera | 154,0 | Jaime Alomar           |
| 4ª    | 14 de febrero | Sevilla - Isla Cristina      | 212,0 | Jaime Alomar           |
| 5ª    | 15 de febrero | Huelva - Sevilla             | 94,0  | Antonio Barrutia       |
| 6ª    | 16 de febrero | Sevilla - Cabra              | 180,0 | Julio Sánchez Salvador |
| 7ª    | 17 de febrero | Cabra - Granada              | 190,0 | Fernando Manzaneque    |
| 8ª    | 17 de febrero | Granada - Málaga             | 183,0 | Juan José Sagarduy     |